# Ковина
Ковина (на английски: Covina) е град в окръг Лос Анджелис в щата Калифорния, САЩ. Населението на Ковина е 48 462 жители (по приблизителна оценка от 2017 г.). Площта му е 18,06 km². Разположен е на 170 m н.в. ZIP кодовете му са 91722, 91723 и 91724. Телефонният му код е 626. Получава статут на град през 1901 г.